# Die Hölle Muss Warten (sencillo)
«Die Hölle Muss Warten» (en español, «El Infierno debe esperar») es el segundo sencillo para el disco Die Hölle Muss Warten de la banda de Metal Industrial Eisbrecher, lanzado el 30 de marzo de 2012.

## Vídeo
El vídeo, no hay mucho que decir sobre la escena, la banda negocia con la muerte sobre el destino de cada uno, con tan solo la esperanza de tener un poco más de tiempo en la vida pero al final siempre gana la muerte y con esto ser llevados a la otra vida, en este caso el infierno.

## Lista de canciones
1. "Die Hölle Muss Warten" - [4:02]
2. "Zeit" - [4:03]